# ديفيد بارنت
ديفيد بارنت (بالإنجليزية: David Barnett)‏ هو ملحن أمريكي، ولد في 1907، وتوفي في 1985.